# Ewa Kawecka-Włodarczak
Wiesława Ewa Kawecka-Włodarczak (ur. 20 lutego 1949) – polska bankowiec i menedżerka, prezes Bankowego Funduszu Gwarancyjnego w latach 1995–2007, prezes Zarządu Pałacu Kultury i Nauki w Warszawie w latach 2007–2015.

## Życiorys
Od 1974 związana zawodowo z bankowością, początkowo z obszarem handlu dewizami. W latach 1974–1980 pracowała w Banku Handlowym w Warszawie, a następnie w latach 1980–1988 w Banku Pekao, w tym 4 ostatnie lata w oddziale w Paryżu. W 1988 przeszła do PKO BP, na stanowisko dyrektora departamentu zagranicznego.
W 1991 została pierwszym w historii prezesem zarządu w historii Powszechnego Banku Kredytowego, którą pełniła do 1993, kiedy objęła funkcję wiceprezesa zarządu IBP Banku.
W 1995 została prezesem nowo powstałego Bankowego Funduszu Gwarancyjnego, którą pełniła przez dwie pełne kadencje do 2007. Z racji pełnionej funkcji, była w tym czasie członkinią Komisji Nadzoru Bankowego.
W 2007 została powołana przez Hannę Gronkiewicz-Waltz na stanowisko prezesa zarządu spółki odpowiedzialnej za zarządzanie Pałacem Kultury i Nauki. Z funkcji została odwołana w 2015.
Zasiadała w kolegium programowo-redakcyjnym czasopisma Bezpieczny Bank. W latach 2009–2013 zasiadała w radzie Muzeum Historii Żydów Polskich Polin. Przez dwie kadencje była arbitrem sądu polubownego przy Komisji Nadzoru Finansowego.

## Nagrody i wyróżnienia
W 2005 odznaczona Krzyżem Kawalerskim Orderu Odrodzenia Polski.
W 2012 otrzymała od Banku Polskiej Spółdzielczości Diamentowe Odznaczenie „Za zasługi dla polskiej bankowości spółdzielczej”. W 2016 otrzymała od Związku Banków Polskich Medal Kopernika.